# 金近
金近（1915年—1989年），原名金知温、金汝盛，笔名林玉清、王玖，男，浙江上虞人，中国儿童文学家、编剧，中国作家协会理事。编剧作品有《小鲤鱼跳龙门》、《布谷鸟叫迟了》、《狐狸打猎人》等。

## 家庭
妻子颜学琴。